# Melrose Place (2009)
Melrose Place is een Amerikaanse dramaserie gecreëerd door Todd Slavkin en Darren Swimmer. Het is een spin-off van Melrose Place en maakt deel uit van de Beverly Hills, 90210-franchise. In de Verenigde Staten vond de première plaats op 8 september 2009. Door de tegenvallende kijkcijfers werd er geen tweede seizoen van de reeks gemaakt en werd de laatste aflevering uitgezonden op 13 april 2010.

## Geschiedenis

### Ontwikkeling
Op 23 september 2008 werd onthuld dat er mogelijk een spin-off zou komen van Melrose Place. Dit gerucht kwam in dezelfde periode dat 90210, een andere spin-offserie uit de Beverly Hills, 90210-franchise, succesvol werd. Het nieuws kwam van Lisa Rinna, een oudgediende van Melrose Place die beweerde dat ze het 'ergens bij The CW' hoorde. Op 11 oktober dat jaar gaf Darren Star, de bedenker van de originele Melrose Place, toe dat er gediscussieerd werd over een spin-off en dat hij er zelf ook interesse in had, maar dat er nog geen officiële besprekingen hadden plaatsgevonden. The CW en CBS Paramount Network Television berichtte later die maand dat ze naar de mogelijkheden van een nieuwe versie aan het kijken waren. Ook werd bekendgemaakt dat er gehoopt werd op een première in het 2009-2010 seizoen en dat jonge vrouwen het gerichte publiek zou zijn.
Op 31 oktober volgde het nieuws dat Mark Schwahn, de bedenker van One Tree Hill, was benaderd voor de ontwikkeling. In december werd bevestigd dat hij zou meewerken aan het scenario. Desondanks meldde Dawn Ostroff, de president van The CW, een maand later dat er nog steeds geen schrijver was aangesteld. Wel kon ze al bevestigen dat de serie zich zou richten op nieuwe personages, met enkele personages uit de originele serie in bijrollen. In een interview legde ze uit dat de serie anders zou zijn dan het origineel, omdat het in een verschillende periode afspeelt en er gezocht werd naar actuele verhaallijnen. Wel gaf ze aan dat de serie nog veel drama zou behouden.
Nadat duidelijk was dat Schwahn niet meer betrokken was bij het project, kwam op 19 januari 2009 het nieuws dat Darren Swimmer en Todd Slavkin zouden dienen als zijn vervanger. Op 23 februari bevestigde The CW dat het de makers officieel toestemming had gegeven om het project van de grond te brengen. Hierna duurde het niet lang voordat er een regisseur werd aangesteld. Personages waren al bedacht, waardoor de weg naar de audities kon worden geopend.

### Acteurs
Michael Rady was de eerste acteur om een rol te krijgen. Op 25 februari 2009 kwam het nieuws dat hij Jonah Miller zou vertolken, een personage dat volgens de makers vergelijkbaar is met Billy Campbell uit de originele Melrose Place. Twee dagen later werd door het Amerikaanse dagblad Variety bevestigd dat Katie Cassidy de rol van Ella Simms had bemachtigd, een personage dat gebaseerd is op Amanda Woodward uit de originele Melrose Place. De melding van Ashlee Simpson-Wentzs selectie volgde op 9 maart. Hierbij werd ook onthuld dat de kans groot was dat Heather Locklear een gastverschijning zou maken.
Jessica Lucas, die eerder ook te zien was in 90210, was de vierde acteur die gekozen werd. Op 18 maart werd gemeld dat ze de rol van Riley Richmond zou spelen. Een dag later werd bericht dat Locklear niet van plan was mee te werken aan de spin-off, omdat ze vond dat haar personage uit de originele Melrose Place geen reden had om terug te keren naar het appartementencomplex waar de serie zich afspeelt. Op 24 maart werden nog twee acteurs aan de rolbezetting toegevoegd: Colin Egglesfield als Auggie en Stephanie Jacobsen als Lauren. Op 3 april werd bekendgemaakt dat Shaun Sipos de laatste hoofdrol had gekregen, namelijk die van de slechte jongen David.
Hoewel de audities rond waren, werden nog enkele acteurs uit de originele serie benaderd voor een terugkerende rol. Op 5 april kwam het nieuws dat Laura Leighton zou terugkeren als Sydney Andrews. De terugkeer van Leighton kwam als een verrassing, omdat het personage ogenschijnlijk overleed in het vijfde seizoen van de originele serie. Een dag later werd bevestigd dat ook Thomas Calabro zou terugkeren als Michael Mancini, Davids vader.

## Verhaal
De serie speelt zich af in Melrose Place, een appartementencomplex in Los Angeles, waar voornamelijk mensen in hun twintiger jaren wonen. Het begint met de moord op Sydney Andrews, de 40-jarige huisbazin. Zij had vlak daarvoor een affaire met bewoner David Breck, de aantrekkelijke en rebelse zoon van Dr. Michael Mancini, een oude bekende van Sydney. Hoewel ze van elkaar vervreemd zijn, komen David en Michael er gezamenlijk achter dat Sydney niet vies was van chantage.
Een andere bewoner is de machtige publicist Ella Simms, die ooit een protegee was van Sydney, totdat verraad hun vriendschap verwoestte. Dit werd verergerd door een uitspatting van Sydney, waarin ze dreigde haar uit huis te zetten en haar carrière te ruïneren. Een andere bewoner die bekend was met Sydney is August 'Auggie' Fitzpatrick, ooit een goede vriend die ze leerde kennen tijdens een AA-bijeenkomst. Met dank aan haar groeide hij uit tot een succesvol chef bij toprestaurant Coal. Toen Sydney weer begon met drinken, verwaterde hun vriendschap.
Andere bewoners zijn Lauren Yung, een student medicijnen die door haar studie flink in de schulden zit, Jonah Miller, een aspirant filmmaker die zich onlangs verloofd heeft met lerares Riley Richmond. Ze worden opgeschud door de komst van Violet Foster, een jongedame die Sydney dood aantreft. David is de hoofdverdachte, maar al snel komt de politie erachter dat vrijwel elke bewoner van Melrose Place motieven heeft om Sydney te vermoorden.

## Rolverdeling

### Hoofdpersonages
| Personage          | Acteur               | Jaartal(len) | Seizoen(en) |
| ------------------ | -------------------- | ------------ | ----------- |
| Ella Simms         | Katie Cassidy        | 2009 - 2010  | 1           |
| Lauren Yung        | Stephanie Jacobsen   | 2009 - 2010  | 1           |
| Riley Richmond     | Jessica Lucas        | 2009 - 2010  | 1           |
| Jonah Miller       | Michael Rady         | 2009 - 2010  | 1           |
| David Breck        | Shaun Sipos          | 2009 - 2010  | 1           |
| Dr. Drew Pragin    | Nick Zano            | 2010 - 2010  | 1           |
| Violet Foster      | Ashlee Simpson-Wentz | 2009 - 2010  | 1           |
| August Kirkpatrick | Colin Egglesfield    | 2009 - 2010  | 1           |

### Terugkerende personages
| Personage           | Acteur           | Jaartal(len) | Seizoen(en) |
| ------------------- | ---------------- | ------------ | ----------- |
| Sydney Andrews      | Laura Leighton   | 2009 - 2010  | 1           |
| Dr. Michael Mancini | Thomas Calabro   | 2009 - 2010  | 1           |
| Jane Andrews        | Josie Bisset     | 2009 - 2010  | 1           |
| Jo Reynolds         | Daphne Zuniga    | 2009 - 2010  | 1           |
| Amanda Woodward     | Heather Locklear | 2009 - 2010  | 1           |